# 会津大橋
会津大橋（あいづおおはし）は、福島県会津若松市にある道路橋である。

## 概要
- 全長：513.0 m[1]
  - 主径間：43.5 m[1]
- 幅員：9.5 m[1]
- 形式：12径間鋼単純合成鈑桁橋[1]
- 総鋼重：1043 t[1]
- 床版：鉄筋コンクリート[1]
- 防錆：耐候性鋼[1]
- 施工：川田工業・新日本製鐵[注釈 1][1]
- 竣工：1986年（昭和61年）[2]

会津若松市北西部にて一級水系阿賀川（大川）を渡り、会津広域農道（会津パールライン・会津若松市道神3-114号）を通す。東詰は神指町大字北四合字伊丹堂に、西詰は北会津町三本松字下大川向に位置する。橋上はセンターラインのある上下対向2車線で供用されており、上流側（南側）に歩道が設置されている。会津若松市内で4番目の長さの道路橋梁であり、福島県内の市町村道の橋梁の中で最も長い。周辺は国内有数の穀倉地帯であることから親柱は米俵の形状をしており、精米をイメージした白色の欄干が設置されている。歩道側の欄干には福島県及び当時の沿線周辺自治体（会津若松市、河東町、北会津村、会津坂下町、本郷町、新鶴村、会津高田町、湯川村）の県花、市町村花が象られたレリーフが設置されている。

## 沿革
- 1986年（昭和61年） - 竣功
- 1987年（昭和62年）10月31日 - 開通[3]

## 周辺
- 会津若松市建設部下水浄化工場
- 福島県保健衛生協会 会津地区センター

## 隣の橋
- 阿賀川（大川）

（上流） - 高田橋 - 蟹川橋 - 会津大橋 - 阿賀川橋 - 宮古橋 - （下流）